# Mensonges (série télévisée, 2014)
Pour les articles homonymes, voir mensonge (homonymie).
Mensonges est une série télévisée québécoise en quarante épisodes de 42 minutes créée par Gilles Desjardins et a d'abord été mise en ligne à partir du 13 mars 2014 sur Club Illico puis à la téléviison entre 12 juin 2014 et le 13 juin 2018 sur AddikTV,,, et rediffusée sur le réseau TVA.
La série est doublée en France et diffusée à partir du 9 juillet 2018 sur France 2. Elle a aussi été doublée en allemand et diffusée sur la chaîne ZDFneo sous le titre The Killer Inside.

## Synopsis
Les enquêtes du sergent Julie Beauchemin à la brigade criminelle de Montréal. Elle a la particularité de détester la vision du sang et règle les enquêtes de son bureau en déléguant les tâches sur le terrain.

## Distribution
- Fanny Mallette (VF : Céline Melloul) : Julie Beauchemin
- Éric Bruneau (VF : Benjamin Gasquet) : Maxime Moreli
- Sylvain Marcel (VF : Jérôme Pauwels) : Bob Crépault
- Mélissa Désormeaux-Poulin (VF : Laëtitia Lefebvre) : Carla Moreli
- Olivia Palacci : Cindy Boucher
- Pierre Verville (VF : Gabriel Le Doze) : Marcel Lévesque
- David Savard (VF : Gilduin Tissier) : Vincent Duval (époux de Julie Beauchemin - journaliste)
- Gabriel Arcand : Jean-Marc Beauchemin (père de Julie Beauchemin)
- Jade Charbonneau : Romane Duval (fille de Julie Beauchemin et Vincent Duval)
- Matis Ross : Arnaud Duval (fils de Julie Beauchemin et Vincent Duval)
- Monelle Guertin : Lisa, du service médico-légal
- Claude Legault : le criminel Louis Carrière

Version française
- Studio de doublage : Studios de Billancourt
- Direction artistique : Maurice Latino
- Adaptation des dialogues : Anne Estève, Charlotte Loisier, Isabelle Jannes-Kalinowski

 Source et légende : version française (VF) sur RS Doublage

## Épisodes

### Première saison (2014)
1. La Peau de l'ours
2. Secrets de famille
3. À mon frère…
4. L'Autre côté du miroir
5. La Route du pouvoir
6. Voyage dans le temps
7. Refus de témoigner
8. Mea culpa
9. In Memoriam
10. Memento Mori

### Deuxième saison (2015)
Le 19 août 2014, la série est confirmée pour une deuxième saison.
1. Le Caméléon
2. De Profundis
3. Vengeance
4. Silence
5. Le Septième
6. Le Marché
7. Pom Pom Girls
8. Pleine Lune
9. Muori Dannato
10. The Deed Is Done

### Troisième saison (2016)
1. Danse macabre
2. Lorem Ipsum
3. Casus Belli
4. Kryptos
5. Le Manuscrit de la mère morte
6. Duel
7. L'Épreuve du feu
8. Eaux troubles
9. Empreinte
10. Doppelgänger

### Quatrième saison (2018)
1. Escouade Catharsis
2. Opération Carnage
3. Opération Copyright
4. Opération Zombies brisé
5. Opération R.I.P
6. Opération Jackpot
7. Opération Revanche
8. Opération Kamikaze
9. Opération Cœur
10. Opération Motti

## Récompenses
- Prix Gémeaux 2014 - Meilleure série dramatique
- Prix Gémeaux 2014 - Meilleure interprétation premier rôle féminin dramatique - Fanny Mallette (Julie Beauchemin)
- Prix Gémeaux 2014 - Meilleure direction photographie fiction
- Prix Gémeaux 2016 - Meilleur rôle de soutien masculin série dramatique saisonnière - Guillaume Lemay-Thivierge (Christian Aubin)
- Prix Artis 2016 - Rôle masculin téléséries québécoises - Sylvain Marcel (Bob Crépault)
- Prix Gémeaux 2019 - Meilleur premier rôle masculin : série dramatique - Claude Legault (Louis Carrière)